# Josef Dernjač
Josef Dernjač (* 8. März 1851 in Heilenstein; † 31. März 1920 in Wien) war ein österreichischer Kunsthistoriker.

## Leben
Der in der Untersteiermark geborene Josef Dernjač diplomierte 1877 am Institut für Österreichische Geschichtsforschung, nachdem er bereits ab 1874 als Hilfsarbeiter an der Bibliothek der Akademie der bildenden Künste Wien tätig gewesen war. Dort wurde er 1895 zum Skriptor I. Klasse ernannt. 1897 erhielt er den Titel Kaiserlicher Rat. Ein Jahr später wurde Dernjač Direktor der Gräflich Harrachschen Gemäldegalerie und schließlich 1911 Direktor der Akademie der bildenden Künste Wien. 1918 wurde er in den Ruhestand versetzt.
1954 wurde die Dernjacgasse im 23. Wiener Gemeindebezirk Liesing nach ihm benannt.

## Schriften
- Zur Geschichte von Schönbrunn: Studien (1885)
- Die englischen Caricaturisten des 18. Jahrhunderts in der Sammlung Graf Harrach (1895)
- Die Hof- und Staatsdruckerei als Kunstanstalt (1904)
- Wiener Kirchen des XVII. und XVIII. Jahrhunderts (1906)